# Pietralata (estación)
Pietralata es una estación de la línea B del Metro de Roma. Se encuentra en la Via Pietralata, en el distrito homónimo, lo que le da el nombre a la estación. Fue inaugurada el 8 de diciembre de 1990.

## Historia
El nombre original de la estación iba a ser Feronia, igual que una calle que no pasa muy lejos del lugar de construcción de la estación. Sin embargo, se estableció que Pietralata sería el nombre final: solo unos meses antes de la apertura al público, que tuvo lugar el 8 de diciembre de 1990, se decidió el cambio de nombre ya que se accede a este por medio de Via Pietralata, y se podría causar una cierta confusión para los usuarios.